# Storviol
Storviol (Viola elatior) är en art i familjen violväxter som är förekommer naturligt från Europa till Uzbekistan, västra Sibirien och nordvästra Kina. Arten odlas ibland som trädgårdsväxt i Sverige.

## Synonymer
Viola canina subsp. elatior (Fries) J.W.A. Wigand
Viola erecta Gilib.
Viola montana L. nom. rej.
Viola montana var. elatior (Fries) Regel